# Камминское епископство
Камминское епископство — римско-католическая епархия в герцогстве Померания с 1140 по 1544 годы и секулярная территория (князь-епископство) вокруг Колобжега (Кольберга) с 1248 до 1650 годы.
При основании территория епархии ограничивалась землями герцогства Померания в XII веке. Поэтому границы епископства несколько отличались от более поздних границ самого герцогства. В состав епархии не вошло княжество Рюген и, наоборот, вошли Цирципания, Мекленбург-Стрелиц и северная часть Укермарк и Неймарк. Основание епископства относится ко времени крещения Померании епископом-миссионером Отто Бамбергским в 1124 и 1128 годах. Епархия была распущена в период Реформации, когда в 1534 году дворянство Померании перешло в лютеранство, и в 1544 году умер последний католический епископ. В границах католического епископства образовалась Померанская Евангелическая церковь.
Секулярная территория бывшей епархии продолжала существовать в статусе князь-епископства и княжества в герцогстве Померании. Князь-епископство прекратило существование с присоединением его территории в 1650 году к курфюршеству Бранденбург-Пруссия. Территории бывшего княжества были преобразованы в округ провинции Померания до её разделения в 1872 году.

## История
После того, как Болеслав III Кривоустый, князь Польши в 1121 — 1122 годах завоевал Померанию, епископ Отто Бамбергский отправился на миссию в эти земли и крестил местных язычников, заслужив прозвание «апостола народа Померании». Первая миссия Отто в 1124 году последовала после провала миссии Бернарда Испанца, и была инициирована Болеславом III с согласия Лотаря II, императора Священной Римской империи и Римского папы Калликста II. Вторая миссия Отто в 1128 году была инициирована императором Лотарем II и Вартиславом I, герцогом Померании из-за отпадения в язычество части, уже принявшего христианство, населения региона. Вартислав I поддерживал и помогал епископу в обеих его миссиях, между которыми, герцог расширил свои владения на западе, вплоть до Гюстрова, включив в состав герцогства и земли племени лютичей. Отто Бамбергский не смог основать епархию в регионе, из-за борьбы между архиепископами Магдебурга и Гнезно за юрисдикцию над этой территорией. Он  умер в 1139 году.
После смерти Отто, Римский папа Иннокентий II буллой от 14 октября 1140 года основал первую епархию в Померании с кафедрой в церкви Святого Адальберта в Волине (он же Юлин). Новое епископство было объявлено «под защитой престола Святого Петра», чем уничтожались планы епископов Магдебурга и Гнезно по включению этой территории в свои епархии. Адальберт, священник, участвовавший вместе с Отто Бамбергским в его миссиях в качестве помощника и переводчика, был хиротонисан в Риме в епископы Волина. Он и Ратибор I, герцог Померании в 1153 году на месте убийства язычниками Вартислава I основали первый в регионе монастырь — аббатство Штольпе.
Епископу епархии был присвоен титул Pomeranorum или Pomeranorum et Leuticorum episcopus, поскольку территория герцогства Померании, следовательно, и епархии, включала в себя земли поморских славян и лютичей. 
В конце XII века на территорию герцогства вторглись войска Генриха I Льва, князя Саксонии и Вальдемара I, короля Дании, из-за чего в 1150 году кафедра епископства была перенесена в аббатство Гробе в Узедоме. Тогда же Волин был окончательно разрушен викингами. В 1175 году кафедра епископства была снова перенесена в церковь Святого Иоанна в Каммен (ныне Камень-Поморский в Польше). После того, как Казимир I, герцог Померании объявил христианство государственным исповеданием в герцогстве, Святой Престол благословил епископов Каммена взимать церковную десятину. Все это время вопрос о подведомственности епархии в Померании к одной из соседних архиепархий оставался открытым. С 1188 года в посланиях Римских пап епископство упоминается как «Римско-католическая епархия Каммен», до этого понтифики обращались к пастве в регионе как к Pomeranensis ecclesia,, то есть к епархии в Померании. С 1208 года епископам епархии был присвоен титул Caminensis episcopus. Римский папа Гонорий III 20 марта 1217 года подтвердил автономию епархии и подчинение епископов непосредственно Святому Престолу.
Территория епархии состояла из земель Померании подконтрольных герцогам Вартиславу I и его брату и преемнику Ратибору I. Северная граница была определена побережьем и границей с княжеством Рюген по реке Рик. На юго-западе епархия включала в себя Цирципанию до Гюстрова, далее спускалась на юг по линии Гюстров – Ивенак – Альтентрептов, и на юге резко поворачивала на запад в сторону Укермюнде, захватывая Прецлау. Затем граница поворачивала на восток, где выходила к реке Одер южнее Гарца и далее следовала по Одеру до Варте, захватывая Цехден. На юге граница проходила к северу от Варте, захватывая Ландсберг и Зольден. На северо-востоке, оставив Варте, граница делала крутой поворот на север к Драмбургу, затем поворачивала на восток и захватывала Темпелбург, после чего меняла направление на северо-восток к Бютов. На востоке граница шла на восток от Бютов и на запад от Лауэнбурга в Померании, и упиралась в морское побережье в районе Ревекол.
После того, как император Фридрих I Барбаросса сверг Генриха I Льва, он предоставил Померании под властью Богуслава I, статус имперского княжества. С 1185 по 1227 годы герцогство находилось в вассальной зависимости от Дании. В 1248 году епископы Каммена и герцоги Померании обменялись городами Штаргардом и Кольбергом, куда затем епископы перенесли свою резиденцию. Со временем их светское правление распространилось на Кольберг, Кёслин и Бублиц (Боболиц). В 1276 году они стали править городом Кольберг (ныне Колобжег) в статусе князь-епископов, затем епископ Герман фон Глейхен основал города Кёслин (ныне Кошалин) в 1266 году и Маззов (ныне Мажево) в 1278 году. Кёслин также перешёл под управление князь-епископов.
16 августа 1320 года Вартислав IV, герцог Померании-Вольгаст и Оттон I, герцог Померании-Штеттин символически передали свои владения в лен епископу Каммена. Их целью было поставить Померанию под защиту церкви и таким образом избавить герцогство от грозившей ему вассальной зависимости от курфюршества Бранденбург. Император Карл IV хотел лишить епископов Каммена светской власти, пытаясь придать землям епархии имперский статус (Reichsunmittelbarkeit). Во избежание этого в 1355 году епископы признали право герцогов Померании руководить делами епархии. В дальнейшем это послужило основанием для преобразования епархии в секулярное князь-епископство.
Реформация и распространение протестантизма пришлось в Померании на начало XVI века. В 1534 году герцогство признало лютеранство в качестве официального исповедания. Иоганн Бугенхаген, протестантский реформатор, в 1544 году назначенный на кафедру епископства Каммен, не смог приступить к несению обязанностей, и на собрании новым епископом был избран Бартоломеус Сваве, бывший канцлер Барнима XI, герцога Померания-Штеттин. С 1556 года герцоги стали именоваться и титулярными епископами Каммена. В 1650 году последний князь-епископ Эрнст Богуслав фон Крой отказался от кафедры и епархия прекратила своё существование. В дальнейшем её земли вошли в состав курфюршества Бранденбург-Померания.

## Список епископов
| С (год) | По (год) | Епископ                          | Прочее |
| ------- | -------- | -------------------------------- | --- |
| 1140    | 1162     | Адальберт Померанский            | |
| 1163    | 1186     | Конрад I                         | Конрад фон Зальцведель, кафедру епископства перенесена в Каммен                                                                                                 |
| 1186    | 1202     | Зигфрид I                        | епархия получила от Святого Престола автономный статус |
| 1202    | 1219     | Зигвин                           | епископ епархии стал викарием архиепископа Магдебурга, затем епархии была возвращена автономия, территория епископства расширилась за счет включения Цирципании |
| 1219    | 1223     | Конрад II                        | Конрад фон Деммен |
| 1223    | 1231     | Конрад III                       | Конрад фон Гюцков |
| 1241    | 1244     |                                  | кафедра вакантна |
| 1244    | 1252     | Вильгельм I                      | |
| 1252    | 1288     | Герман                           | Герман фон Глейхен, приток поселенцев-германцев на территорию князь-епископства, укрепление материального благосостояния епархии                                |
| 1289    | 1294     | Яромар                           | Яромар, принц княжества Рюген |
| 1294    | 1296     | Вицлав                           | избран собором, не утвержден Святым Престолом |
| 1296    | 1300     | Петер                            | |
| 1300    | 1317     | Генрих                           | Генрих фон Ваххольц, епархия разделена на 5 деканатов: Каммен, Деммен, Узедом, Штецин и Старгард                                                                |
| 1317    | 1324     | Конрад IV                        | противостояние попыткам архиепископов Гнезно включить епархию в состав их церковной провинции                                                                   |
| 1324    | 1329     | Вильгельм II                     | |
| 1324    | 1326     | Отто                             | местоблюститель |
| 1326    | 1329     | Арнольд                          | Арнольд фон Эльц, не утвержден Святым Престолом |
| 1329    | 1343     | Фридрих                          | Фридрих фон Эйкштедт |
| 1344    | 1372     | Иоанн I                          | Иоганн фон Саксен-Лауэнбург |
| 1372    | 1385     | Филипп                           | Филипп фон Рехберг |
| 1386    | 1394     | Иоанн II                         | Иоганн Вилкен фон Косселин, появление вальденсов в епархии |
| 1377    | 1392     | Богуслав VIII, герцог Померании  | администратор при епископе |
| 1394    | 1398     | Иоанн III                        | Ян Кропильдо, князь Ополе |
| 1398    | 1410     | Николай                          | Николаус фон Бок |
| 1410    | 1424     | Магнус                           | Магнус фон Саксен-Лауэнбург, утверждении в епархии викариатов                                                                                                   |
| 1424    | 1446     | Зигфрид II                       | Зигфрид фон Бок |
| 1446    | 1469     | Хеннинг                          | Хеннинг Ивен |
| 1469    | 1471     |                                  | кафедра ваканта |
| 1417    | 1417     | Хеннинг                          | Хеннинг Кессебоген, не утвержден Святым Престолом |
| 1417    | 1479     | Людвиг                           | Людвиг фон Эберштейн-Наугард, не утвержден Святым Престолом |
| 1479    | 1479     | Николай                          | Николаус фон Тюнген, князь-епископ Вармии, местоблюститель |
| 1479    | 1482     | Марин]                           | Маринус де Фрежено |
| 1482    | 1485     | Ангел                            | Анджело Джеральдини, епископ Сесса Аурунка |
| 1486    | 1495     | Бенедикт                         | Бенедикт фон Вальдштейн |
| 1486    | 1488     | Николай Вестфальский             | администратор |
| 1498    | 1521     | Мартин                           | Мартин Карит, начало печати в епархии богослужебных книг |
| 1521    | 1544     | Эразм                            | Эразм фон Мантейфель-Арнхаузен, распространение в епархии лютеранства                                                                                           |
| 1544    | 1549     | Бартоломеус Сваве                | |
| 1549    | 1556     | Мартин фон Вейхер и фон Леба     | |
| 1556    | 1574     | Иоганн Фридрих, герцог Померании | |
| 1574    | 1602     | Казимир VII, герцог Померании    | |
| 1602    | 1618     | Франциск, герцог Померании       | |
| 1618    | 1622     | Ульрих, герцог Померании         | |
| 1623    | 1637     | Богуслав XIV, герцог Померании   | |
| 1637    | 1650     | Эрнст Богуслав фон Крой          | последний князь-епископ, отказался от кафедры за материальное вознаграждение                                                                                    |